# ابا اندام
آبا آ. بنتیل اندام (انگلیسی: Aba Andam؛ زادهٔ ۱۹۴۸ (۷۶–۷۷ سال)) فیزیکدان ذرات اهل غنا است که از سال ۲۰۱۷ تا ۲۰۱۹ ریاست آکادمی علوم و هنرهای غنا را بر عهده داشت. او اولین فیزیکدان زن غنایی محسوب میشود.

## اوایل زندگی و تحصیلات
آبا آ. بنتیل آندام در سال ۱۹۴۸ در آجوماکو کوکوبن غنا به دنیا آمد. تحصیلات متوسطه خود را در دبیرستان مفتسیمان سپری کرد. او مدرک کارشناسی خود را در دانشگاه کیپ کوست غنا (۱۹۷۳-۱۹۶۹) دریافت کرد که در آنجا فیزیک خواند و ریاضیات را به عنوان گرایش فرعی انتخاب نمود. برای ادامه تحصیل به بریتانیا رفت و مدرک کارشناسی ارشد خود را از دانشگاه بیرمنگام (۱۹۷۷-۱۹۷۶) و دکترای فیزیک پرتوهای کیهانی را از دانشگاه دورهام انگلستان (۱۹۸۱-۱۹۷۸) کسب کرد. در دانشگاه کیپ کوست و دانشگاه دورهام، او تنها فیزیکدان زن در دپارتمان در زمان حضور خود بود.

## حرفه علمی
در سال ۱۹۸۶، او به عنوان فیزیکدان رسمی و عضو کامل مؤسسه فیزیک شناخته شد. علاوه بر مدارک علمی، او به زبان فرانسوی مسلط است و دارای چندین گواهینامه زبان فرانسه شامل دیپلم زبان آلیانس فرانسز پاریس، گواهینامه مهارت فرانسوی مؤسسه زبانهای غنا و گواهینامه ترجمه از آلیانس فرانسز پاریس میباشد.
در سالهای ۱۹۸۶ و ۱۹۸۷، او بر روی مزونهای جذاب در مرکز تحقیقاتی آلمانی DESY (دویچه الکترونن-سنکروترون) مطالعه کرد. بعدها تحقیقاتش بر روی رادون متمرکز شد و سطوح مواجهه انسان با این گاز رادیواکتیو در غنا را بررسی نمود. آندام علاقه مند بود تعیین کند که غنایی‌ها چه مقدار در معرض پرتوهای رادون قرار دارند و چگونه میتوان این مواجهه را کاهش داد. او همچنین به تدابیر ایمنی مبتنی بر پرتوها علاقه داشت، مانند تدوین استانداردهای ایمنی برای اسکن‌های اشعه ایکس.
از سال ۱۹۸۷، او در کلینیک‌های علمی غنا برای دختران شرکت کرد که در آن دانش آموزان دختر و دانشمندان زن ملاقات میکردند. دانشمندان زن به عنوان الگو برای دانش‌آموزان عمل می‌کردند. این کلینیک‌ها منجر به بهبود عملکرد دانش‌آموزان شرکت‌کننده شد و نرخ ماندگاری از سطح ابتدایی تا دانشگاه به میزان قابل توجهی افزایش یافت. آندام به اشتراک‌گذاری عشق خود به علم با زنان جوان و تشویق آنها به پرداختن به علم اشتیاق فراوانی دارد.
آندام از سال ۱۹۸۱ استاد دانشگاه علوم و فناوری کوامه نکروما بوده است. او از اواسط دهه ۲۰۰۰ ریاست دپارتمان فیزیک را بر عهده داشته و از سال ۲۰۰۵ کرسی WILKADO علوم و فناوری را در اختیار داشته است. او تحقیقات خود در فیزیک هسته‌ای کاربردی را در آزمایشگاه تحقیقات هستهای کوماسی انجام میدهد. او همچنین به عنوان مدرس پاره وقت در دانشگاه کیپ کوست تدریس کرده است. او از سال ۱۹۹۶ تا ۲۰۰۲ کرسی یونسکو برای زنان در علم و فناوری در منطقه غرب آفریقا را بر عهده داشت.
پروفسور آبا آندام عضو شورای ملی آموزش عالی بوده و جوایزی از نهادهای مختلف از جمله برنامه تلویزیونی اوبا مبو، جایزه زنان برجسته از وزارت جنسیت، همچنین تقدیرنامه‌هایی از شورای تحقیقات علمی و صنعتی (CSIR) و مؤسسه مدیریت زنجیره تأمین غنا دریافت کرده است.
از سپتامبر ۲۰۱۹، او ریاست مؤسسه فیزیک غنا را بر عهده داشته است. او همچنین از سال ۲۰۱۸ عضو کمیسیون فیزیک و توسعه (C13) اتحادیه بینالمللی فیزیک محض و کاربردی (IUPAP) بوده و از سال ۲۰۲۰ عضو کمیته منبع نور آفریقای پیشنهادی می‌باشد. در طول حرفه گسترده خود، او نقش‌های کلیدی مختلفی از جمله ریاست مؤسس شورای دانشگاه انرژی و منابع طبیعی غنا (۲۰۱۵-۲۰۱۲)، ریاست مؤسس شورای پلیتکنیک کوفوریدوا غنا (۲۰۰۲-۱۹۹۷) و عضویت در هیئت مدیره کمیسیون انرژی اتمی غنا (۲۰۰۸-۲۰۰۲ و ۲۰۰۱-۱۹۹۷) را بر عهده داشته است. او همچنین به عنوان عضو مؤسس اولین گروه کاری IUPAP در مورد زنان در فیزیک شناخته میشود و تاکنون تیم غنا را در کنفرانس‌های IUPAP درباره زنان در فیزیک رهبری کرده است.